# I Gusti Putu Okamona
I Gusti Putu Okamona (ur. 26 sierpnia 1930, zm. 30 sierpnia 1996 w Denpasarze) – indonezyjski lekkoatleta. 
Reprezentował Indonezję na Letnich Igrzyskach Olimpijskich 1956 w skoku wzwyż. Zajął on 27. miejsce w kwalifikacjach i nie awansował do finału.

## Rekordy życiowe
- Skok wzwyż – 1,96 (1956)